# Nino Malinverni
Nino Malinverni (Vercelli, 3 agosto 1926 – Vercelli, 10 gennaio 2013) è stato un calciatore italiano, di ruolo centrocampista.

## Carriera
Cresciuto nella Pro Vercelli dove gioca due anni in Serie B con 63 presenze e 2 gol, passa nel 1951 in Serie C al Chieti ed in seguito all'Empoli. Nel 1954 viene prelevato dal Catania dove disputa 15 partite in Serie A nella stagione 1954-1955 ed altre 51 nelle due successive stagioni in Serie B.
Dopo un anno in Serie D con il Fanfulla, torna a giocare in Serie C con le maglie di Pro Patria e Pro Vercelli.

## Palmarès

### Club

#### Competizioni regionali
- Promozione: 1

Chieti: 1950-1951